# Percival (Sänger)

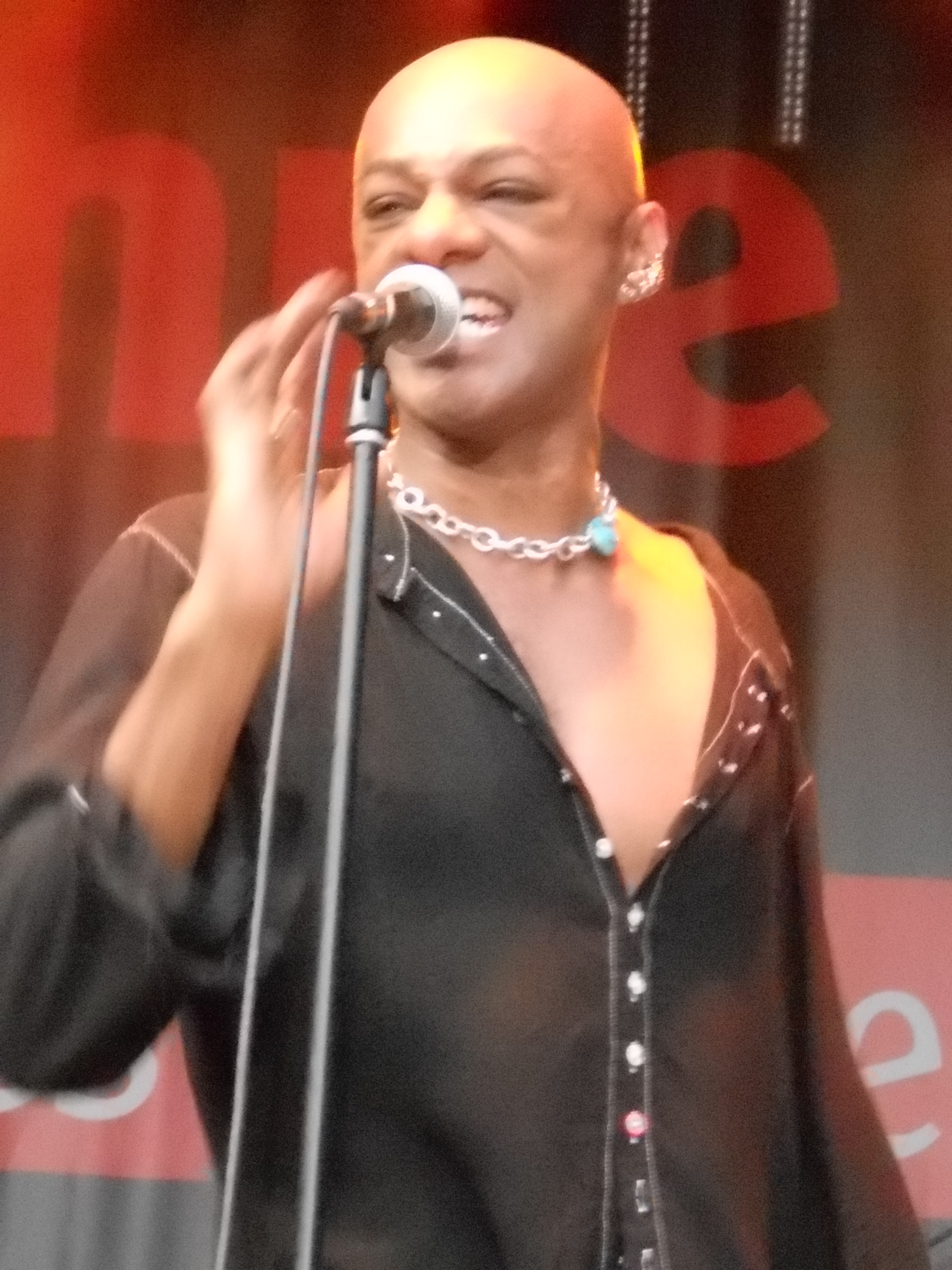
Percival Duke beim Niedersächsischen Landesturnfest in Osnabrück (2012)

Percival (* in Dallas; bürgerlich Percival Duke-Hall) ist ein US-amerikanischer Rock-Sänger und Songwriter. Er lebt in Deutschland.

## Biografie
Percival Duke-Hall wuchs als Kind halb afroamerikanischer, halb Cherokee-indianischer Eltern in Texas auf. Bereits mit sechs Jahren nahm er sich vor, Sänger zu werden. 1983 machte Duke(-Hall) seinen Abschluss an der Dallas Arts Magnet High School, wo er in Gesang, Tanz und Schauspiel ausgebildet wurde. Anschließend zog er nach New York und trat dort in Broadway-Musicals auf. Beim Musical The Life schrieb der Komponist Cy Coleman ein Lied für ihn.
In Europa tourte Percival mit verschiedenen Bands und trat im Vorprogramm von Jamiroquai, Alanis Morissette, Lauryn Hill, Bryan Adams und Skunk Anansie auf. Als Background-Sänger unterstützte Percival diverse Künstler bei ihren Studioaufnahmen und bei ihren TV- und Liveauftritten. So begleitete er 1998 als Backgroundsänger Chaka Khan auf ihrer Deutschlandtournee und Robert Palmer auf seiner Englandtournee und unterstützte Jule Neigel 1996 bei den Aufnahmen zu ihrem Studioalbum Sphinx. Zudem wurde er als Backgroundsänger für die Auftritte von Bette Midler und Michael Jackson in der Sendung Wetten, dass..? engagiert und in der Harald Schmidt Show trat er zusammen mit Ophélie Winter, Robbie Williams und Cher auf. Zusammen mit Valerie Scott veröffentlichte er als Duo Licensed to Soul die Singles Reunited und Talk to Me. Letztgenanntes Lied wurde von Stefan Raab produziert und war der Titelsong zu der von Bärbel Schäfer moderierten Talkshow.
Ende 2011 und Anfang 2012 nahm er an der deutschen Gesangs-Castingshow The Voice of Germany teil. Er kam in die Gruppe von Rea Garvey, der bei der Show als Juror und Gesangscoach mitwirkte. Anschließend qualifizierte er sich für die Anfang 2012 ausgestrahlten Liveshows, in denen er nach seinem dritten von fünf möglichen Auftritten ausschied. Jede seiner drei aufgeführten Coverversionen Hedonism (Just Because You Feel Good) von Skunk Anansie, Seven Nation Army von The White Stripes und Beautiful von Christina Aguilera wurde als Download veröffentlicht und kam in die deutschen Singlecharts. Das in der Battle Round gesungene Purple Rain von Prince, das Percival gemeinsam mit Pamela Falcon gecovert hatte, wurde auf der Kuschelrock-CD Ausgabe Nr. 26 veröffentlicht.
Im Jahr 2012 begann Percival unter anderem mit Michelle Leonard an seinem Album Never Shut Up zu arbeiten. Im August 2012 stellte er auf seiner A-Taste-of-Never-Shut-Up-Tour Lieder aus dem geplanten Album vor. Begleitet wurde er auf der Tour von Sharron Levy, die ebenfalls bei The Voice of Germany teilgenommen hatte.
Vom 13. September 2013 bis zum 20. September 2013 war er Teilnehmer in der Reality-Show Promi Big Brother von Sat.1. Zeitgleich erschien Percivals Single Are You Loved?, die er auch im Finale von Promi Big Brother präsentierte.
Mit dem Lied Big Girl bewarb sich Percival um eine Wildcard für Unser Song für Dänemark um Deutschland beim Eurovision Song Contest 2014 zu vertreten. 2014 heiratete Duke in Amsterdam einen holländischen Unternehmer.
Als erste Auskopplung aus Percivals zweitem Studioalbum Ghost erschien im Oktober 2015 die Single Here Comes the Rain Again, ein Cover von Eurythmics.
2019 veröffentlichte er das Album Killing Butterflies, auf dem er mit dem Gitarrist/Produzenten/Songwriter Engel Mayr (u. a. Russkaja) arbeitete.
2022 war Percival Jurymitglied in der Sat.1-Musikshow All Together Now, deren Jurymitglieder aus 100 Profimusikern bestand. 2023 war er als Kandidat in der vierten Staffel von Kampf der Realitystars – Schiffbruch am Traumstrand zu sehen.

## Stil
Percival arbeitete im Laufe seiner Karriere in vielen verschiedenen Genres (u. a. Pop, Jazz, Blues, Funk & Soul), die ihn auch beeinflusst haben. Seine eigenen Lieder sind rockig und verzeichnen Elemente des Grunge.

## Diskografie
Alben
- Never Shut Up! (2013)
- Stripped Songs (2016)
- When I Was Beautiful (2017)
- Killing Butterflies (2019)

Live-Alben
- Live in Cologne (Lost Recording from 1995) (2017)

EPs
- Wicked Ways – The EP – als Frontmann der Band „The Wicked“ (2004)
- The Wicked (2018)
- The Making of Me (2023)

Musicalalben
- Rent – Cast deutschsprachiger Raum (Düsseldorf, 1999)

Singles/Lieder
- Reunited – mit Valerie Scott als „Licensed to Soul“ (1997)
- Talk to Me – mit Valerie Scott als „Licensed to Soul“ (1999)
- Staring at the Sun – Jansen featuring Percy Duke (2008)
- Purple Rain – Pamela Falcon & Percival (veröffentlicht 2012 auf Kuschelrock 26)
- Hedonism (2012)
- Seven Nation Army (2012)
- Beautiful (2012)
- Are U Loved? (2013)
- Velvet Waterfall (2014)
- Scream! (2014)
- Losers and Lies (2014)
- Here Comes the Rain Again (2015)
- Little Finger (2018)
- Killing Butterflies (2018)
- Rebel, Baby! (2018)
- Enter the Night – Khanda feat. Percival (2020)
- Now I Do What I Love – Greg Hunting feat. Percival Duke (2021)
- My Piano Stands Still – Greg Hunting feat. Percival Duke (2022)
- Magic – Greg Hunting feat. Percival Duke (2022)
- DIS-MOI (2023)

## Engagements

### Musicals
- 1984: A Midsummer Night’s Dream; Rolle: Puck; San Diego
- 1984: Man of La Mancha; Rolle: Pedro; San Diego
- 1985: Blood Wedding; Rolle: der Mond; Off-Broadway-Produktion; New York
- 1985–1986: Cats; Rollen: Skimbleshanks, Rum Tum Tugger; Broadway-Produktion; New York
- 1987: Hair; Rolle: Hud; Europatournee
- 1987–1988: Jesus Christ Superstar; Rolle: Judas; Europatournee
- 1990: The Life; Rolle: Chiba; New York
- 1995: Three Ways Home; Rolle: Frankie; Amsterdam
- 1997: The Secret Garden; Starsolist; Berlin
- 1999: Rent; Rolle: Bennie; Düsseldorf

### Backgroundsänger
Tourneen
- 1998: Robert Palmer; Englandtournee
- 1998: Chaka Khan; Deutschlandtournee

Studioaufnahmen
- 1996: Sphinx, Studioalbum von Jule Neigel

### Supporting Act (Auswahl)
- 1994: Jamiroquai; Amsterdam
- 1995: Cassandra Wilson; London
- 1996: Betty Carter, Ronnie Scotts; London
- 1996: Des’ree; London
- 1997: Marcus Miller; Köln

## Songwriting
- 1995: Cross Your Heart, Soundtrack zu Die jungen Wilden

## Filme
- 2007: Oh Happy Day[11]